# Белицер, Вера Николаевна
Вера Николаевна Белицер (1903—1983) — советская ученая, д-р исторических наук, этнограф, полевая исследовательница.

## Биография
Родилась в 1903 г. в Рязани. 

В 1925 г. окончила этнолого-лингвистическое отделение факультета общественных наук МГУ

В 1925-1941 г. - сотрудник Музея народоведения в Москве

В 1941-43 гг. - в эвакуации

В 1943 г. поступила в аспирантуру Института Этнографии АН СССР в Москве

В 1945 защитила кандидатскую диссертацию по теме «Народная одежда удмуртов. Материалы к этногенезу»

С 1945 по 1952 г. проводила этнографические экспедиции на территории проживания всех основных этнографических групп коми-пермяков.

В 1959 защитила докторскую диссертацию по этнографии коми

Скончалась в 1983 г. в Москве.

## Научная деятельность
В.Н. Белицер занималась исследованием этнографии народов Поволжья и Прикамья - мордвы, удмуртов, башкир, коми-зырян, коми-пермяков, чувашей. Работа "Очерки по этнографии народа коми" (1958) подробно рассматривает материальную культуру и быт коми, вопросы его этнической истории и характеристики языка.

Наиболее значительных результатов В.Н. Белицер достигла в исследованиях традиционного костюма народов Поволжья и Прикамья - коми, удмуртов, мордвы, чувашей. Результаты её исследований отражены в ряде монографий.

## Труды
- К вопросу о происхождении бесермян (по материалам одежды) // ТИЭ, н.с. Т.I. М., 1947. С. 183-193.
- Народное изобразительное искусство коми // КСИЭ. Вып. X. М., 1950. С. 15-28.
- Народная одежда удмуртов (Материалы к этногенезу) / ТИЭ, н.с. Т.X. М., 1951.
- У зюздинских коми-пермяков // КСИЭ. Вып. XV. М., 1952. С. 27-38.
- Методические описания к полевому сбору материалов по народной одежде // КСИЭ. Вып. XVIII. М., 1953. С. 81-90.
- Очерки по этнографии народов коми: XIX - нач. XX в. / ТИЭ, н.с. Т.ХLV. М., 1958.
- Удмурты // Народы европейской части СССР. Серия Народы мира. М., 1964. Т.2.
- Финно-угорские народы Европейского Севера // Крестьянская одежда населения Европейской России (XIX – начало XX в.). Определитель. М., 1971.
- Народы Среднего Поволжья и Приуралья // Крестьянская одежда населения Европейской России (XIX – начало XX в.). Определитель. М., 1971.
- Народная одежда мордвы / ТИЭ, н.с. Т.СI. М., 1973.

## ссылки
- Вера Белицер в Уральской исторической энциклопедии (недоступная ссылка)
- Об исследованиях В.Н. Белицер народа коми